# Palazzo del Governo (La Spezia)
Il palazzo del Governo, noto anche come palazzo della Provincia, è un edificio situato a La Spezia.
Il progetto dell'edificio è opera dell'architetto Franco Oliva, personalità molto presente nel contesto culturale della Spezia nella prima metà del XX secolo. Costruito nel 1928, l'edificio risente ancora delle influenze eclettiche di fine XIX secolo con paramento a bugnato, finestrature a timpano e colonne composite.
Ospita oltre alla Prefettura anche la sede della Provincia della Spezia.

## L'apparato decorativo
Secondo Oliva l'opera dell'architetto doveva dedicarsi anche ai più piccoli particolari di arredamento, a quelli decorativi oltre che a quelli strutturali. Applicò quindi questi concetti nella realizzazione del primo palazzo della nuova Provincia. 
L'edificio manifesta il proprio fastoso effetto di rappresentanza nel volume architettonico compatto dall’elegante apparato decorativo di facciata, composto da bassorilievi e dalle statue realizzate dallo scultore Augusto Magli, nel grandioso scalone a forbice, nei bronzi, nelle vetrate colorate, negli apparati in legno e in quelli marmorei in portoro, tutti disegnati da Franco Oliva.
L'apparato decorativo è opera dei pittori Navarrino Navarrini e di Tucrito Balestri.
Più tardi alcune vetrate furono eseguite nel 1957 da Raffaele Albertella.